# Municipio de Montemorelos
El municipio de Montemorelos es uno de los 51 municipios del estado mexicano de Nuevo León. Su cabecera es la localidad de Montemorelos.

## Geografía
El municipio de Montemorelos colinda al norte con los municipios de Santiago, Allende, Cadereyta Jiménez y General Terán; al este y sur con el municipio de Linares; y al oeste con el municipio de Rayones.

## Localidades
El municipio de Montemorelos cuenta con 408 localidades.
| Localidad           | Población (2020) |
| ------------------- | ---------------- |
| Montemorelos        | 54 467           |
| Congregación Calles | 640              |
| El Bajío            | 464              |

## Gobierno
| Presidente municipal             | Periodo   | Partido | Partido                              |
| -------------------------------- | --------- | ------- | ------------------------------------ |
| Miguel A. Saldívar               | 1939-1940 |         | Partido de la Revolución Mexicana    |
| Valeriano García Ochoa           | 1941-1942 |         | Partido de la Revolución Mexicana    |
| Guillermo García Welsh           | 1943      |         | Partido de la Revolución Mexicana    |
| Enrique C. Treviño               | 1944-1945 |         | Partido de la Revolución Mexicana    |
| Ciro R. Cantú                    | 1946-1948 |         | Partido Revolucionario Institucional |
| Jesús María Fernández            | 1949-1951 |         | Partido Revolucionario Institucional |
| Ernesto Ballesteros de la Garza  | 1952-1954 |         | Partido Revolucionario Institucional |
| Ramiro Tamez G.                  | 1955-1957 |         | Partido Revolucionario Institucional |
| Alberto M. Parás A.              | 1958-1960 |         | Partido Revolucionario Institucional |
| Alfredo Fernández Silva          | 1961-1963 |         | Partido Revolucionario Institucional |
| Pablo de Osio de la Garza        | 1964-1966 |         | Partido Revolucionario Institucional |
| Juan Garza Correa                | 1966-1967 |         | Partido Revolucionario Institucional |
| Carlos Treviño Quiroga           | 1967-1969 |         | Partido Revolucionario Institucional |
| Juan Garza Correa                | 1970-1971 |         | Partido Revolucionario Institucional |
| Azael de la Fuente Saucedo       | 1972-1973 |         | Partido Revolucionario Institucional |
| Humberto García Sosa             | 1974-1976 |         | Partido Revolucionario Institucional |
| Reynaldo Gutiérrez Hinojosa      | 1977-1979 |         | Partido Revolucionario Institucional |
| Valeriano García Jiménez         | 1980-1982 |         | Partido Revolucionario Institucional |
| Hermilo de León García           | 1983-1985 |         | Partido Revolucionario Institucional |
| Oscar García González            | 1986-1988 |         | Partido Revolucionario Institucional |
| Reynaldo Gutiérrez Hinojosa      | 1989-1991 |         | Partido Revolucionario Institucional |
| Juan de Dios Esparza Martínez    | 1992-1994 |         | Partido Acción Nacional              |
| José Salazar Suárez              | 1994-1997 |         | Partido Revolucionario Institucional |
| Hernán Soto Morales              | 1997-2000 |         | Partido Acción Nacional              |
| Héctor Garza de Alejandro        | 2000-2003 |         | Partido Revolucionario Institucional |
| José Francisco Hernández Sánchez | 2003-2006 |         | Partido Acción Nacional              |
| Gerardo Javier Martínez Méndez   | 2006-2009 |         | Partido Acción Nacional              |
| Pablo Elizondo García            | 2009-2012 |         | Partido Revolucionario Institucional |
| Gerardo Nicolás Alanís Alanís    | 2012-2015 |         | Partido Revolucionario Institucional |
| Gerardo Javier Treviño Rodríguez | 2015-2018 |         | Partido Revolucionario Institucional |
| Luis Fernando Garza Guerrero     | 2018-2021 |         | Movimiento Regeneración Nacional     |
| Miguel Ángel Salazar Rangel      | 2021-2024 |         | Partido Revolucionario Institucional |